# Compus de cinci octaedre

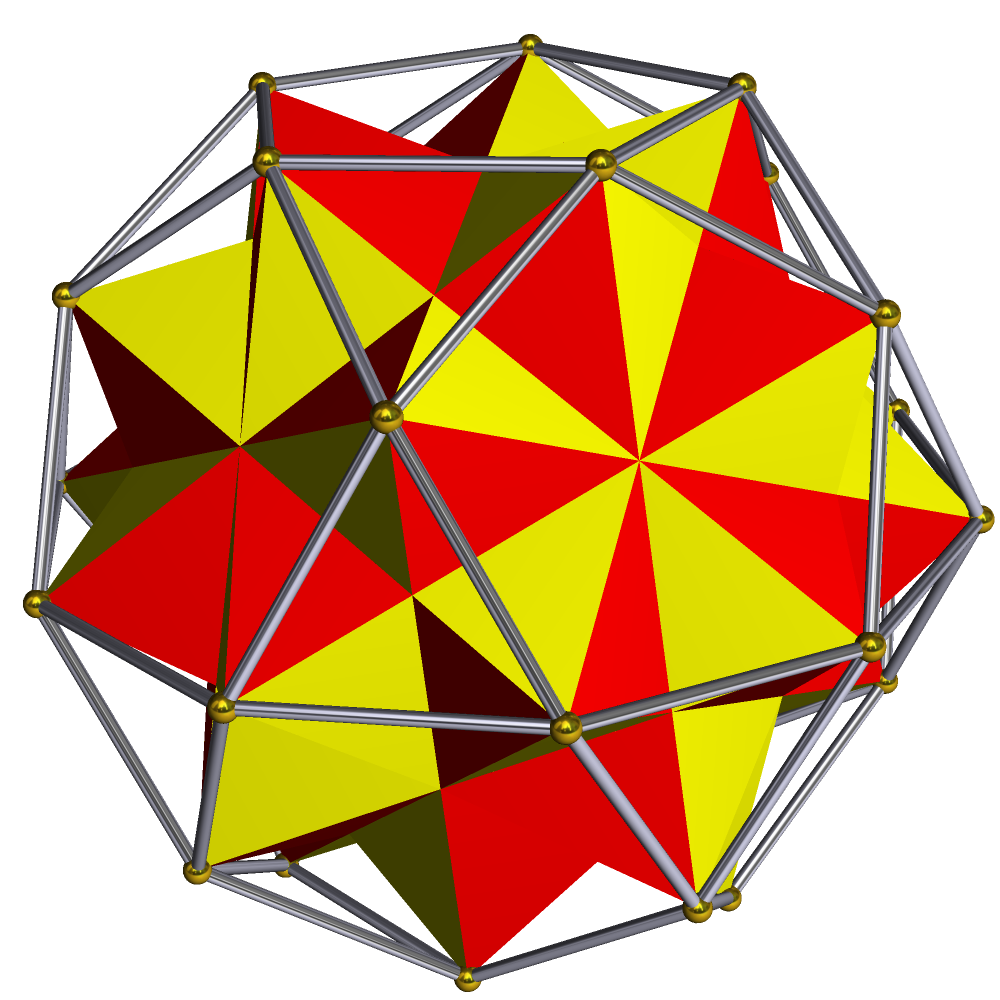
Compusul este o fațetare a icosidodecaedrului

În geometrie compusul de cinci octaedre este unul dintre cei cinci compuși poliedrici regulați. Acest poliedru poate fi considerat fie o fațetare a unui icosidodecaedru, fie o stelare. Acest compus a fost descris pentru prima dată de Edmund Hess în 1876. Este unic printre compușii regulați prin faptul că nu are o anvelopă convexă regulată.
Are indicele de compus uniform UC17 și indicele Wenninger 23.

## Compusul
Este un compus poliedric format din cinci octaedre dispuse în simetrie icosaedrică (Ih).
Poate fi construit și dintr-un triacontaedru rombic cu piramide cu baze rombice adăugate pe toate fețele, așa cum se arată în imaginea modelului cu cinci culori. (Această construcție nu generează compusul regulat de cinci octaedre, dar are aceeași topologie și poate fi deformat continuu în compusul regulat.)
Are o densitate mai nare decât 1.
Proiecțiile sferice și stereografice ale acestui compus arată la fel cu cele ale triacontaedrului disdiakis.

Vârfurile poliedrului convex pe axele de simetrie cu  3 și 5 poziții (gri în imaginile de mai jos) corespund doar traversărilor laturilor (muchiilor) compusului.
| Poliedru sferic                                                                          | Proiecții stereografice | Proiecții stereografice | Proiecții stereografice |
| Poliedru sferic                                                                          | cu 2 poziții            | cu 3 poziții            | cu 5 poziții            |
| ---------------------------------------------------------------------------------------- | ----------------------- | ----------------------- | ----------------------- |
|                                                                                          |                         |                         |                         |
|                                                                                          |                         |                         |                         |
| Zonele din cercurile negre de mai jos corespund emisferei frontale a poliedrului sferic. |                         |                         |                         |

## Ca stelare

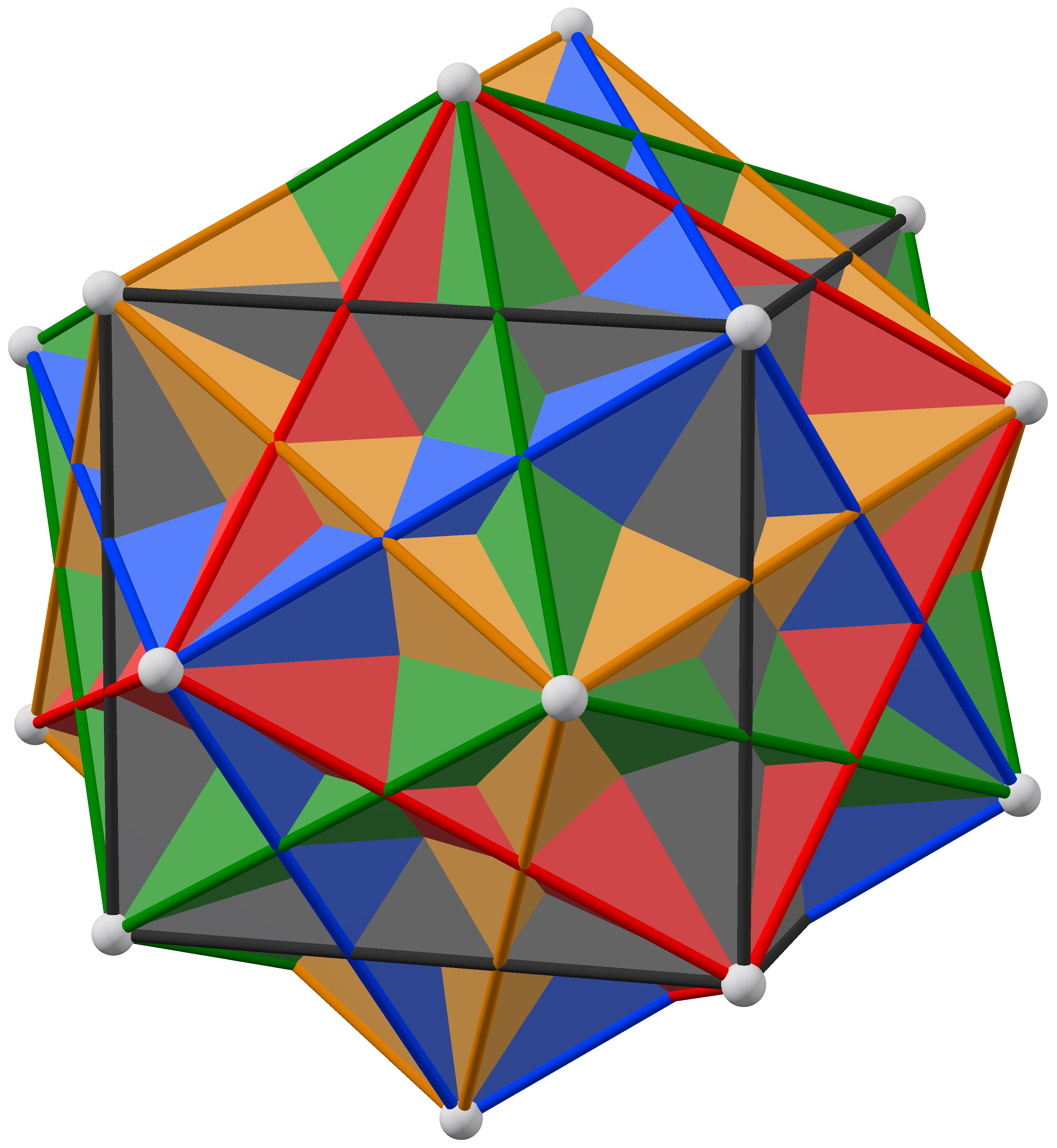
Dualul, compusul de cinci cuburi

Este a doua stelare a icosaedrului.
| Diagrama stelării | Nucleul stelării | Anvelopa convexă |
| ----------------- | ---------------- | ---------------- |
|                   | Icosaedru        | Icosidodecaedru  |

## Dual
Dualul său este compusul de cinci cuburi

## Alt compus de cinci octaedre
Există încă un compus de cinci octaedre, cu simetrie octaedrică. Poate fi generat prin adăugarea unui al cincilea octaedru la compusul de patru octaedre.